# Bringer of Blood
Bringer of Blood — пятый студийный альбом американской дэт-метал группы Six Feet Under, выпущенный в 2003 году лейблом Metal Blade Records. Немецкое лимитированное издание содержало в себе два бонус-трека, а также дополнительный DVD диск, озаглавленный The Making of Bringer of Blood.

## Об альбоме
Совсем по иному, нежели при записи ранних альбомов, к записи вокала на данном альбоме подошёл фронтмен группы Крис Барнс. По его словам он вовсе не разучивал текста песен до тех пор, пока непосредственно не начался процесс записи. Также Барнс перед записью почти не репетировал и не разрабатывал свой голос, за исключением небольших напевок в процессе написания лирики. Подобный способ подхода для записи партий вокала Крис Барнс перенял у Ice-T, с которым он работал во время записи альбома True Carnage.

## Лирика
По словам Криса Барнса лирика альбома стала более реалистичной и затрагивающей интересующие его темы. Так композиция America the Brutal повествует о повседневных вещах, происходящих в США и которые окружают Барнса, а также о том, как они отражаются во возглядах других людей на жизнь в США.

## Список композиций
1. "Sick in the Head" − 4:11
2. "Ameriсa the Brutal" − 3:01
3. "My Hatred" − 4:22
4. "Murdered in the Basement" − 2:19
5. "When Skin Turns Blue" − 3:27
6. "Bringer of Blood" − 2:54
7. "Ugly" − 2:58
8. "Braindead" − 3:44
9. "Blind and Gagged" − 3:09
10. "Claustrophobic" − 2:50
11. "Escape from the Grave" − 3:58
12. "Bringer des Blutes" − 2:55[3]
13. "Unknown" (Bonus Track) − 1:22[3]

## Участники записи
- Крис Барнс − вокал, продюсирование
- Steve Swanson − гитара
- Terry Butler − бас
- Greg Gall − ударные